# 6. Kurentovanje (1966)
Kurentovanje 1966 je bil šesti uradni ptujski karneval, 19. in 20. februarja, na pustno soboto in nedeljo.
Organiziran Kurentovanje je tokrat izjemoma in edinkrat doslej, potekalo dva dni – v soboto je bil le popoldanski etnografski prikaz pustnih mask na Mestnem stadionu, v nedeljo pa dopoldanski prikaz etnografski mask tudi na Mestnem stadionu in še popoldanska karnevalska povorka po mestnih ulicah. 
22. februarja, na pustni torek je bila ob 20. uri zvečer, na javni televiziji RTV Ljubljana na sporedu enourna oddaja namenjena ptujskemu kurentovanju. V kateri je komentator Milenko Šober, sicer tudi član umetniškega sveta za prireditve v Ptuju dejal, da ima Ptuj vse pogoje da v prihodnje postane gostitelj rednih bodočih Kurentovanj. pa ne samo v pustnem času kot stari običaj, temveč tudi kot turistično atrakcijo skozi vse leto.
Bilo je kar nekaj pripomb na letošnje kurentovanje; da se je dopoldne na etnografskem prikazu mask na stadionu vrtela popevka, ki na to prireditev ne paše, da so prodajali še lanske neprodane brošure in posledično je bilo manj prodanih letošnjih uradnih publikacij, ter da so zaradi predolgega snemanja povorke RTV Ljubljana izpustili dve predvideni ulici (Trstenjakova in Miklošičeva). 
"Ali Baba in štirideset razbojnikov", "Volnenka" in "Cigani" so vse prejele 3. najvišjo nagrado po 1,000 N dinarjev. Prve najvišje nagrade (2 x 1,500 N din) in druge najvišje nagrade (2 x 1,200 N din) pa niso podelili.
Po ocenah organizatorjev se je v teh dveh dneh zbralo skupaj med 30 in 50.000 obiskovalcev, največ do tedaj.

## Sobotni sprevod

### Popoldanski prikaz etnografskih likov na stadionu
Ob 14. uri so etnografske maske nastopile na Mestnem stadionu:
1. Pozdrav pokačev in kurentov
2. Folklorna plesna skupina (Beltinci)
3. Orači (Lancova vas)
4. Ploharji Cirkovci
5. Pustni plesači (Pobrežje pri Vidmu)
6. Folklorna plesna skupine madžarske manjšine (Lendava)
7. Orači (Markovci)
8. Kopanja (Markovci)
9. Rusa in ostali pustni liki
10. Pogrebci (Hajdina)
11. Kurenti

## Nedeljski sprevod

### Dopoldanski prikaz etnografskih likov na stadionu
Ob 10. uri so etnografske maske nastopile na Mestnem stadionu:
1. Pozdrav pokačev in kurentov
2. Folklorna plesna skupina (Beltinci)
3. Selmarji (Kostanjevica na Krki)
4. Cerkljanski laufarji (Cerkno)
5. Folklorna plesna skupine madžarske manjšine (Lendava)
6. Orači (Lancova vas)
7. Ploharji Cirkovci
8. Pustni plesači (Pobrežje pri Vidmu)
9. Kopanja (Markovci)
10. Orači (Markovci)
11. Rusa in ostali pustni liki
12. Pogrebci (Hajdina)
13. Kurenti

### Popoldanski sprevod karnevalskih skupin po mestu
Ob 14. uri so vse maske naredile popoldanski karnevalski obhod po mestnih ulicah:

## Nagrade
Predsednik komisije Stane Slanič, ki so jo poleg njega sestavljali še 3 člani odbora za prireditve (Franc Potočnik, Anton Purg in Drago Hasl), so ocenjevali maske po šestih različnih kriterijih kot so zamisel, tehnična izvedba, vložen trud, množičnost, kvaliteta nastopa in splošni vtis. 
Prvotno je bilo predvidenih podelitev 38 nagrad v skupni vrednosti 14,000 novih dinarjev, a prve in druge nagrade niso podelili.
Karnevalskim skupinam in posameznikom so podelili skupaj 34 nagrad v skupni vrednosti 10,050 novih dinarjev.

### 1 nagrada po 1,500 N dinarjev
- nagrade niso podelili

### 2 nagradi po 1,200 N dinarjev
- obeh nagrad niso podelili

### 3 nagrade po 1,000 N dinarjev
- Ali Baba in štirideset razbojnikov
- Volnenka
- Cigani

### 4 nagrade po 800 N dinarjev
- Tristo let mode na Štajerskem
- Reorganizacija bank
- Holandski mlin
- Dinar, Dolar

### 5 nagrad po 300 N dinarjev
- Moda včeraj, danes in jutri
- Gostija z mauto
- Prvi potniki z Marsa
- Beatlesi
- Nova umetnost

### 6 nagrad po 200 N dinarjev
- Godba Ptuj
- Godba Kidričevo
- Družbena prehrana
- Kitajci
- Beduini
- Godba PTT Maribor

### 7 nagrad po 100 N dinarjev
- Idealna družina
- Perice
- Snemalci RTV
- Mehikanci
- Pikapolonice
- Prleški hokej
- Harem

### 9 nagrad po 50 N dinarjev
- Pivnica
- Roboti
- Prometni znaki
- Nadomestilo za K 15
- Klovni
- Moderna šola
- Pavliha
- Velekuščar
- Krpan

## Trasa

### Mednarodna karnevalska povorka
- Mladika (start) – Čučkova – Železniški prehod – Osojnikova – Ciril Metodov drevored – Ljutomerska (Potrčeva) – Srbski trg (UE Ptuj) – 
Bezjakova – Slovenski trg – Murkova – Trg mladinskih delovnih brigad (Mestni trg) – Krempljeva – Muršičeva (Dravska) – Hrvatski trg (Ribič) – Muršiševa (Dravska) – Cafova – Prešernova – Slovenski trg – Murkova – Trg mladinskih delovnih brigad (Mestni trg) – Lackova – Trstenjakova – Srbski trg (UE Ptuj) – Miklošičeva – Trg mladinskih brigad (Mestni trg) – Krempljeva – Trg svobode (Minoritski trg) – Dravska – Mladika (zaključek)

## Ostale prireditve
Neorganizirano izven uradnega enodnevnega Kurentovanja.

### Neorganiziran veseli pustni torek
22. februarja, na pustni torek popoldan, so letos Ptuju prinesle novost. To je spontan, popolnoma neorganiziran shod maškar in gledalcev v mestnem jedru, ki so se na Trgu mladinskih delovnih brigad (Mestni trg) zbrali sami od sebe, trg pa se je izpraznil šele pozno zvečer, lokali pa so se izpraznili šele v sredo pozno zjutraj, saj je bilo povsod smešno in veselo.